# Těšany
Těšany (deutsch Tieschan, 1940–45: Tischau) ist eine Gemeinde in Tschechien. Sie liegt 21 Kilometer südöstlich des Stadtzentrums von Brno und gehört zum Okres Brno-venkov.

## Geographie
Těšany befindet sich in den Ausläufern des Steinitzer Waldes am Übergang zur Thaya-Schwarza-Talsenke. Das Dorf liegt am linken Ufer des Baches Moutnický potok, der am nördlichen Ortsrand aus dem Zusammenfluss des Borkovanský potok und Hranečnický potok entsteht. Nordöstlich erhebt sich der Vinohrady (339 m) und im Süden der Strážky (290 m). Gegen Osten liegt der Stauweiher Borkovanský rybník. Nördlich liegen die Brunnen des Bitterwassers Šaratica.
Nachbarorte sind Šternov, Újezd u Brna, Rychmanov und Šaratský Dvůr im Norden, Šinkovický Dvůr, Otnice und Bošovice im Nordosten, Velké Hostěrádky im Osten, Borkovany im Südosten, Šitbořice und Nikolčice im Süden, Křepice, Nový Dvůr und Zeleňák im Südwesten, Židlochovice im Westen sowie Moutnice, Rozářín und Nesvačilka im Nordwesten.

## Geschichte
Die erste schriftliche Erwähnung von Těšany erfolgte im Jahre 1131. Im Jahre 1277 schenkte Agnes, die Tochter des Boček von Jaroslavice und Zbraslav und Ehefrau des Witicho von Rodenbach (= Witiko/Veit von Schwabenitz auf Ùpa/Vítek z Rodenburku a ze Švábenic), ein Drittel des Dorfes dem Zisterzienserkloster Saar. Jesek von Wildenberg-Busau kaufte 1356 einen Teil des Dorfes dem Brünner Metzger Konrad Otto ab. Im Jahre 1377 trat dessen Sohn Benesch von Wildenberg-Busau einen Hof und 18 Huben des Dorfes an das Brünner Dominikanerkloster St. Michael ab, mit der Maßgabe der lebenslangen Nutzung durch seinen Bruder, den Deutschordensritter Niklas von Wildenberg-Busau. Besitzer des anderen Teils wurde später das Nonnenkloster der hl. Anna bei Brünn. Den Anteil des Saarer Klosters erwarb später das Altbrünner Königinkloster und überließ ihn wenig später dem Dominikanerkloster. Zwischen 1528 und 1548 war der dem Annenkloster gehörige Anteil zusammen mit Moutnice und Šitbořice an Heinrich von Lomnitz verpfändet, danach löste das Kloster den Pfand wieder ein. 1620 wurde das Dorf von den Truppen der aufständischen Stände verwüstet. 1645 wurde das Dorf von den Schweden niedergebrannt. Ein erneuter Großbrand legte 1663 große Teile des Dorfes in Schutt und Asche. 1666 kaufte das Dominikanerkloster auch den anderen Anteil von Těšany auf. Nach der Aufhebung des Klosters im Zuge der Josephinischen Reformen fiel Těšany 1784 dem Religionsfonds zu. Dieser verkaufte im Jahre am 27. November 1807 das Gut Těšany einschließlich des von der Herrschaft Obrowitz abgetrennten Meierhofes Scharatitz-Schinkowitz an den k.k. Truchseß Anton Mayer von Mayern. Dieser überließ den Besitz im selben Jahre dem mährischen Landesadvokaten Vincenz von Feistmantl. Seit dessen Tode im Jahre 1821 bestand eine Gütergemeinschaft und ab 1830 gehörte das auf 296,915 Floren geschätzte Allodialgut seinen Söhnen Karl und Ferdinand von Feistmantl, die ihre Mutter Sophie und ihre gleichnamige Schwester als Miterbinnen auslösten. Im November 1831 starben 57 Einwohner an der Brechruhr. 1834 bestand das Dorf aus 137 Häusern und hatte 775 Einwohner, die durchweg mährisch sprachen. Religiös waren die Bewohner mit Ausnahme von 46 Helvetianern alle katholisch. Zu Tieschan gehörten zu dieser Zeit die drei Meierhöfe: Tieschaner Hof, Ober Schinkowitzer Hof und Unter Schinkowitzer Hof, letzterer auch als Scharatitzer Hof bezeichnet.
Nach der Aufhebung der Patrimonialherrschaften bildeten Těšany/Tieschan ab 1850 eine Gemeinde in der Bezirkshauptmannschaft Auspitz. 1949 wurde die Gemeinde dem neuen Okres Židlochovice zugeordnet. Seit der Aufhebung des Okres Židlochovice im Jahre 1961 gehört Těšany zum Okres Brno-venkov.

## Gemeindegliederung
Für die Gemeinde Těšany sind keine Ortsteile ausgewiesen.

## Sehenswürdigkeiten
- Pfarrkirche des hl. Barnabas, errichtet 1897–1906
- Schloss Těšany mit Hauskapelle, errichtet zum Ende des 17. Jahrhunderts als Residenz des Brünner Dominikanerordens. In der zweiten Hälfte des 19. Jahrhunderts erwarb die Familie Weiss das Schloss und ließ umfangreiche Umbauten durchführen. Im Jahre 1999 erfolgte eine Instandsetzung des Schlosses, das sich heute in Privatbesitz befindet.
- Barocke Statuen der hll. Gotthard und Dominik, geschaffen 1773
- Kapelle der Jungfrau Maria am Vinohrady, errichtet in den Jahren 1946 bis 1947 von ehemaligen politischen Gefangenen zum Dank für das Überleben der deutschen Konzentrationslager
- Barocke Schmiede, heute Museum des Schmiede- und Wagnerhandwerkes des Technischen Museum Brünn. Die Schmiede ist der Handlungsort des Dramas Maryša der Brüder Vilém und Alois Mrštík. Das Grab der Marie Turková, deren tragische Lebensgeschichte die Grundlage des Dramas bildet, befindet sich auf dem alten Friedhof von Těšany.
- Naturdenkmal Visengrunty, östlich des Dorfes

## Söhne und Töchter der Gemeinde
- Roman Sedláček (* 1963), Fußballspieler